# Филипини на Светском првенству у атлетици на отвореном 2023.
Филипини су учествовали на 19. Светском првенству у атлетици на отвореном 2023. одржаном у Будимпешти од 19. до 27. августа осамнаести пут. Репрезентацију Филипина представљао је један такмичар који се такмичио у скоку мотком.,
На овом првенству Филипини су по броју освојених медаља делили 27. место са 1 освојеном медаљом (1 сребрна).
У табели успешности према броју и пласману такмичара који су учествовали у финалним такмичењима (првих 8 такмичара) Филипини су са 1 учесником у финалу делили 49. место са 7 бодова.
| Пл.  | Земља    | 1. место | 2. место | 3. место | 4. место | 5. место | 6. место | 7. место | 8. место | Бр. фин. | Бод. |
| ---- | -------- | -------- | -------- | -------- | -------- | -------- | -------- | -------- | -------- | -------- | ---- |
| =49. | Филипини | 0        | 1        | 0        | 0        | 0        | 0        | 0        | 0        | 1        | 7    |

## Учесници
| Мушкарци: - Ерик Креј — 400 м препоне - Ернест Џон Обиена — Скок мотком | Жене: - Робин Браун — 400 м препоне |

## Освајачи медаља

### Сребро (1)
- Ернест Џон Обиена — Скок мотком

## Резултати

### Мушкарци
| Атлетичар         | Дисциплина    | Лични рекорд | Квалификације | Квалификације | Полуфинале           | Полуфинале           | Финале                | Финале       | Детаљи |
| Атлетичар         | Дисциплина    | Лични рекорд | Резултат      | Место         | Резултат             | Место                | Резултат              | Место        | Детаљи |
| ----------------- | ------------- | ------------ | ------------- | ------------- | -------------------- | -------------------- | --------------------- | ------------ | ------ |
| Ерик Креј         | 400 м препоне | 48,98 НР     | 50,27         | 7. у гр. 2    | Није се квалификовао | Није се квалификовао | Није се квалификовао  | 34 / 41 (43) |        |
| Ернест Џон Обиена | Скок мотком   | 6,00 НР      | 5,75 кв       | 3. у гр. A    |                      |                      | 6,00 =АЗР, =НР, , =ЛР |              |        |

### Жене
| Атлетичарка | Дисциплина    | Лични рекорд | Квалификације | Квалификације | Полуфинале            | Полуфинале            | Финале                | Финале  | Детаљи |
| Атлетичарка | Дисциплина    | Лични рекорд | Резултат      | Место         | Резултат              | Место                 | Резултат              | Место   | Детаљи |
| ----------- | ------------- | ------------ | ------------- | ------------- | --------------------- | --------------------- | --------------------- | ------- | ------ |
| Робин Браун | 400 м препоне | 56,15        | 56,83         | 7. у гр. 2    | Није се квалификовала | Није се квалификовала | Није се квалификовала | 35 / 41 |        |